# Psimada
Psimada is een geslacht van vlinders van de familie spinneruilen (Erebidae), uit de onderfamilie Calpinae.

## Soorten
- P. herlinadiehiae Kobes, 1983
- P. javanna Felder, 1874
- P. quadripennis Walker, 1858